# A Head Full of Dreams
A Head Full of Dreams és el setè àlbum d'estudi de la banda anglesa de rock alternatiu Coldplay que es va publicar el 4 de desembre de 2015.
La banda va comptar amb diverses col·laboracions estel·lars d'artistes com Beyoncé, Noel Gallagher, Tove Lo, Khatia Buniatishvili i Merry Clayton, i amb la producció Rik Simpson i Stargate. L'àlbum inclou un sample del President dels Estats Units Barack Obama cantant «Amazing Grace» al funeral de Clementa C. Pinckney. El treball fou un èxit comercial amb dos milions de còpies venudes arreu del món, però la crítica musical no fou en general tan positiva.

## Producció
Coldplay va començar a treballar en aquest àlbum a l'estiu de 2014 durant la gira internacional de promoció de Ghost Stories. De bon principi ja van marcar un estil molt diferent amb aquest treball. Al setembre de l'any següent, en la seva actuació al Global Citizen Festival de Nova York van estrenar la cançó «Amazing Day» entre les sis cançons que van tocar. Novament van comptar amb Rik Simpson per la producció de l'àlbum tot i que en aquesta ocasió també amb la col·laboració del duo noruec Stargate (Tor Hermansen i Mikkel Eriksen).
A la fi d'octubre de 2015 van aparèixer diversos pòsters anònims penjats al Metro de Londres sobre un patró geomètric, conegut com a Flower of Life (anglès per a «flor de la vida»), amb la llegenda "4 de desembre". Els seguidors de Coldplay van afirmar que aquest símbol provenia d'una samarreta que va vestir Chris Martin al Global Citizen Festival. Els dies 2 i 3 de novembre, Coldplay va penjar la mateixa simbologia en forma de dos GIFs animats al seu compte de Twitter, fet que va confirmar la publicació del nou àlbum el 4 de desembre. Aquest treball artístic fou creat per l'artista argentina Pilar Zeta en col·laboració amb la banda.

## Promoció
Degut a la reduïda gira mundial que van realitzar per promocionar l'àlbum anterior, Ghost Stories, per aquest nou treball van anunciar una gira internacional extensa i tot arreu del món, de manera que així podrien promocionar ambdós àlbums. La gira A Head Full of Dreams la gira internacionalour es va iniciar el 31 de març de 2016 a Sud-amèrica, i van enllaçar amb l'estiu continuant per Europa. Van destacar les quatre nits seguides a l'estadi de Wembley amb totes les entrades venudes. A la segona meitat de l'estiu van estar als Estats Units, i van acabar l'any a l'Índia i Oceania.

## Recepció
A Head Full of Dreams va debutar al número dos de la llista d'àlbums britànica amb més de 200.000 unitats, just darrere de l'àlbum 25 d'Adele, que va impedir a Coldplay aconseguir el número 1 en la llista d'albums per setena ocasió consecutiva. El fet de debutar en segona posició sense aconseguir superar 25 d'Adele es va reproduir en diversos països del món com els Estats Units, Austràlia o Itàlia. La RIAA va certificar l'àlbum amb un disc d'or combinant les vendes físiques amb la demanda en streaming.
Degut a la bona recepció, Coldplay fou escollit per encapçalar l'espectacle musical realitzat durant la mitja part de la Super Bowl 50. Aquest espectacle suposa una gran exposició mundial amb gran repercussió en les vendes. Per exemple, va permetre que l'àlbum escalés fins al número 1 al Regne Unit després de vendre més de 30.000 còpies en aquesta setmana.

## Llista de cançons
Totes les cançons foren escrites i compostes per Guy Berryman, Jonny Buckland, Will Champion i Chris Martin. 
| Núm.          | Títol                                                          | Durada |
| ------------- | -------------------------------------------------------------- | ------ |
| 1.            | «A Head Full of Dreams»                                        | 3:43   |
| 2.            | «Birds»                                                        | 3:49   |
| 3.            | «Hymn for the Weekend»                                         | 4:18   |
| 4.            | «Everglow»                                                     | 4:42   |
| 5.            | «Adventure of a Lifetime»                                      | 4:23   |
| 6.            | «Fun» (featuring Tove Lo)                                      | 4:27   |
| 7.            | «Kaleidoscope»                                                 | 1:51   |
| 8.            | «Army of One» (inclou cançó oculta "X Marks the Spot" al 3:23) | 6:16   |
| 9.            | «Amazing Day»                                                  | 4:31   |
| 10.           | «Colour Spectrum»                                              | 1:00   |
| 11.           | «Up & Up»                                                      | 6:45   |
| Durada total: | Durada total:                                                  | 45:45  |

| 12.           | «Miracles»    | 3:55  |
| Durada total: | Durada total: | 49:40 |

## Posicions en llista
| Llista           | Posició | Certificació | Vendes  |
| ---------------- | ------- | ------------ | ------- |
| Alemanya         | 1       | 1x Platí     | 200.000 |
| Austràlia        | 2       | 1x Platí     | 70.000  |
| Canadà           | 2       | 1x Platí     | 120.000 |
| Espanya          | 1       | 1x Platí     | 40.000  |
| França           | 4       | 3x Platí     | 300.000 |
| Itàlia           | 2       | 3x Platí     | 150.000 |
| Japó             | 7       |              |         |
| Regne Unit       | 1       | 2x Platí     | 600.000 |
| US Billboard 200 | 2       | 1x Or        | 500.000 |

## Crèdits
Coldplay
- Chris Martin – cantant, piano, guitarra acústica
- Jonny Buckland – guitarra elèctrica
- Guy Berryman – baix
- Will Champion – bateria, percussió, veus addicionals

Músics addicionals
- Davide Rossi – corda (cançons 2 i 9)
- Tim Bergling – programació addicional (cançó 3)
- Regiment Horns – metall (cançó 3)
- Beyoncé – veu (cançons 3 i 11)
- Gwyneth Paltrow – veu (cançó 4)
- Merry Clayton – veu (cançons 5 i 11)
- Tove Lo – veu (cançó 6)
- Khatia Buniatishvili – piano (cançó 7)
- Coleman Barks – narració (cançó 7)
- Barack Obama – veu (cançó 7)
- Annabelle Wallis – veu (cançó 11)
- Noel Gallagher – guitarra (cançó 11)
- Moses Martin – pandereta (cançó 11)
- Rik Simpson – veu, instruments addicionals
- Mikkel S Eriksen i Tor Erik Hermansen – instruments addicionals

Altres
- Pilar Zeta, Coldplay – direcció artística, disseny
- Phil Harvey, Ultramajic – fotografia
- Dave Holmes – direcció
- Mandi Bursteen – co-direcció
- Arlene Moon – co-direcció
- Stargate – producció
- Rik Simpson – producció, mescles (cançons 1–4, 6, 7, 9–11)
- Phil Tan – mescles (cançons 5 i 8)
- Daniel Green – producció, mescles (cançons 8 i 10), enginyeria addicional
- Digital Divide – enginyeria addicional (cançó 3)
- Emily Lazar, Merlin Watts – remasterització
- Bill Rahko, Miles Walker, Daniela Rivera – enginyeria
- Tom Bailey Robin Baynton Jaime Sickora Aleks von Korff – enginyeria addicional